# Liste der Wappen der kreisfreien Städte in Bayern
Die Liste der Wappen der kreisfreien Städte in Bayern mit ihren Unterlisten, welche über die Navigationsleiste unten erreichbar sind, beinhaltet – geordnet nach der Verwaltungsgliederung – die in der Wikipedia gelisteten Wappen der kreisfreien Städte in Bayern.

## Kreisfreie Städte
| Stadt            | Wappen | Kommentare |
| ---------------- | ------ | --- |
| Amberg           |        | Wappenführung seit dem 14. Jahrhundert: „Geteilt; oben in Schwarz ein wachsender, rot gekrönter und rot bewehrter goldener Löwe, unten die bayerischen Rauten.“ |
| Ansbach          |        | Wappenführung seit dem 14. Jahrhundert, durch Siegelführung seit 1393 belegt: „In Grün ein silberner Schrägwellenbalken, belegt mit drei hintereinander schwimmenden blauen Fischen.“ |
| Aschaffenburg    |        | Wappenführung seit dem 13. Jahrhundert. König Ludwig I. bestätigte das Wappen am 1. April 1836 in der Form des ältesten Siegelbildes. Die Farben sind seit 1839 festgelegt: „In Silber eine rote Burg mit runden Seitentürmen und blauen Dächern; im kleeblattförmigen Torbogen der thronende, blau gekleidete heilige Martin mit silbernem Pallium und blauer Mitra, die Rechte segnend erhoben, mit der Linken den goldenen Krummstab haltend.“ |
| Augsburg         |        | Das Wappen ist aus dem Siegelbild abgeleitet; Siegelführung seit dem 13.Jahrhundert bekannt. Heutige Fassung seit 1811: „In von Rot und Silber gespaltenem Schild eine grüne Zirbelnuss auf goldenem Kapitell, das mit einem gekrönten Köpfchen belegt ist.“ Seit geraumer Zeit verwendet die Stadt Augsburg das Wappen jedoch ohne das goldene Köpfchen. |
| Bamberg          |        | Wappenführung seit dem 13. Jahrhundert; aus Siegelführung seit 1279 belegt. Heutige Fassung beschlossen vom Stadtrat am 28. Mai 1953: „In Rot ein stehender Ritter in silberner Rüstung mit einem roten Kreuz auf der Brust und einem silbernen Langschwert am Gurt; in der Rechten eine Lanze mit silbernem Fähnlein, darauf ein rotes Kreuz, die Linke gestützt auf einen blauen Schild mit silbernem Adler.“ |
| Bayreuth         |        | Verliehen durch Markgraf Albrecht Achilles von Brandenburg mit Privileg vom 22. Dezember 1457; durch Siegelführung seit 1429 belegt: „Geviert und überdeckt mit zwei schräg gekreuzten Reuten, die rechte schwarz, die linke silbern; 1 und 4 wieder geviert von Silber und Schwarz; 2 und 3 in Gold mit von Rot und Silber gestücktem Bord ein rot gekrönter und rot bewehrter schwarzer Löwe.“ Von 1819 bis 1840 zeigte die Zollernvierung die Farben Silber und Blau, der Löwe stand rot in schwarzem Feld. |
| Coburg           |        | Wappenführung seit dem 13. Jahrhundert, durch Siegelführung seit 1272 belegt: „In Gold ein schwarzer Mohrenkopf mit goldenem Ohrring.“ Wappenänderungen: Im 13. Jahrhundert eine Zinnenmauer mit einem Turm, beseitet von einem Haus und einer Henne. Im 14. Jahrhundert im gevierten Schild je zweimal der Löwe von Meißen und Thüringen. Von 1934 bis 1945 wird der Mohrenkopf durch einen SA-Dolch mit Hakenkreuz im Knauf ersetzt. |
| Erlangen         |        | Verliehen durch Markgraf Christian Ernst von Brandenburg-Kulmbach 1707, bestätigt durch Urkunde der der Regierung von Mittelfranken vom 14. März 1972: „Geteilt und oben gespalten; vorne in Silber ein links gewendeter, golden gekrönter und bewehrter, rot gezungter roter Adler mit goldenen Kleestängeln und von Silber und Schwarz geviertem Brustschild; hinten in Silber ein golden gekrönter und bewehrter, rot gezungter schwarzer Adler mit goldener Halskrone, Kleestängeln und den goldenen Großbuchstaben E und S auf der Brust; unten in Blau über silberner Zinnenmauer wachsend ein doppelschwänziger, golden gekrönter, rot gezungter goldener Löwe.“                                           |
| Fürth            |        | Wappenführung seit dem 16. Jahrhundert, durch Siegelführung seit 1562 belegt. Verliehen 1818, geändert durch Erlass am 13. März 1939: „In Silber ein dreiblättriges grünes Kleeblatt.“ Wappenänderungen: 1723 drei gestielte Kleeblätter auf Dreiberg, nach 1792 mit dem Brandenburger Adler. 1818 bis 1939 mit grünem Eichenzweig. |
| Hof              |        | Wappenführung seit dem 14. Jahrhundert, durch Siegelführung seit 1335 belegt: „In Rot zwei silberne Zinnentürme mit Spitzdächern; ihnen unten aufgelegt ein gelehnter schwarzer Schild, darin ein rot gekrönter und rot bewehrter goldener Löwe.“ Wappenänderungen: Seit 1571 erscheinen zusätzlich zwei wilde Männer und ein hinter dem Löwenschild stehender Engel. Von 1820 bis 1840 waren die beiden Türme mit einem Giebel verbunden. Wiederannahme des alten Wappens 1960, bestätigt durch Ministerialentschließung vom 10. Juni 1960. |
| Ingolstadt       |        | Wappenführung seit dem 13. Jahrhundert. Das Wappen ist im Siegel überliefert; Siegelführung seit 1294 belegt; Siegel mit dem Panther allein erst seit etwa 1340: „In Silber ein Feuer speiender blauer Panter.“ |
| Kaufbeuren       |        | Wappenführung seit dem 13. Jahrhundert, durch Siegelführung seit 1295 belegt. Seit 1449 ist das Wappen in seiner heutigen Form überliefert. Verliehen durch Ministerialentschließung des Innenministeriums am 23. Juni 1926: „Gespalten von Gold und Rot; vorne am Spalt ein halber schwarzer Adler, hinten ein von zwei sechsstrahligen goldenen Sternen beseiteter goldener Schrägbalken.“ Wappenänderungen: Von 1818 bis 1892 fehlte der Adler. |
| Kempten (Allgäu) |        | Wappenführung seit dem 14. Jahrhundert, durch Siegelführung seit 1379 belegt. Verliehen am 5. Januar 1819: „Gespalten; von Schwarz und Silber; vorne am Spalt ein halber goldener Adler, hinten auf grünem Dreiberg ein roter Zinnenturm mit offenem Tor.“ → Details Wappenänderungen: 1488 gespalten von Gold und Schwarz, belegt mit dem Doppeladler in verwechselten Farben. |
| Landshut         |        | Wappenführung seit dem 13. Jahrhundert. Das Wappen ist im Siegel überliefert; Siegelführung seit 1275 belegt: „In Silber drei, zwei zu eins gestellte, blaue Eisenhüte mit verschlungenen roten Sturmriemen.“ |
| Memmingen        |        | Wappenführung seit dem 13. Jahrhundert, durch Siegelführung seit 1286 belegt: „Gespalten; vorne in Gold ein halber, rot bewehrter schwarzer Adler am Spalt, hinten in Silber ein durchgehendes rotes Prankenkreuz.“ → Details |
| München          |        | Wappenführung seit dem 13. Jahrhundert; das kleine Wappen ist seit 1304 belegt und nach dem Stadtratsbeschluss vom 17. Dezember 1957 alleiniges Stadtwappen: Kleines Wappen: „In Silber ein stehender Mönch mit golden bordierter schwarzer Kutte und Kapuze und roten Schuhen, der ein rotes Buch in der Linken hält; die Rechte segnend erhoben.“ Großes Wappen: „In Silber ein offenes rotes Stadttor zwischen zwei roten Zinnentürmen mit von Schwarz und Gold mehrfach zickzackartig gebänderten Dächern; oben ein wachsender, golden gekrönter und bewehrter goldener Löwe; im Tor der Mönch des kleinen Wappens.“ Das große Stadtwappen wird ausschließlich für repräsentative Zwecke verwendet. → Details |
| Nürnberg         |        | Wappenführung seit dem 13. Jahrhundert: Kleines Wappen: „Gespalten; vorne in Gold ein halber, rot gezungter und golden bewehrter schwarzer Adler am Spalt, hinten fünfmal schräg geteilt von Rot und Silber.“ Großes Wappen: „In Blau ein goldener Adler mit herschauendem, golden gekrönten Königshaupt.“ |
| Passau           |        | Wappenführung seit dem 13. Jahrhundert. Das Wappen ist im Siegel überliefert; Siegelführung seit 1368 belegt: „In Silber ein steigender roter Wolf.“ |
| Regensburg       |        | Wappenführung seit dem Ende des 13. Jahrhunderts. Das Wappen ist aus dem Siegelbild abgeleitet; Siegelführung seit spätem 12. Jahrhundert belegt: „In Rot zwei schräg gekreuzte silberne Schlüssel.“ |
| Rosenheim        |        | Wappenführung seit dem 14. Jahrhundert. Das Wappen ist im Siegel überliefert; Siegelführung seit 1374 sicher belegt: „In Rot eine silberne heraldische Rose mit goldenem Butzen und grünen Kelchblättern.“ |
| Schwabach        |        | Wappenführung seit dem 14. Jahrhundert, durch Siegelführung seit 1329 belegt, bestätigt durch Ministerialentschließung vom 1. Juli 1953: „In Rot auf silbernem Brückenbogen ein blau bedachter silberner Zinnenturm, beseitet rechts von einem goldenen Schild, darin ein rot bewehrter schwarzer Adler, links von einem blauen Schild, darin ein rot bewehrter goldener Löwe zwischen goldenen Schindeln.“ Wappenänderungen: 1371 zwei Bierschapfen und die Zollernvierung. Im 15. Jahrhundert der burggräfliche Löwe, die Zollernvierung und die zwei Bierschapfen. 1806 anstelle des burggräflichen Löwen der pfalzbayerische, anstelle der Zollernvierung die bayerischen Rauten.                             |
| Schweinfurt      |        | Wappenführung seit dem 13. Jahrhundert, durch Siegelführung seit 1309 belegt: „In Blau ein silberner Adler.“ |
| Straubing        |        | Wappenführung seit dem 13. Jahrhundert. Das Wappen ist im Siegel überliefert; Siegelführung seit dem späten 13. Jahrhundert belegt; erneuert 1952: „In Rot ein silberner Pflug; darüber nebeneinander zwei Schildchen mit den bayerischen Rauten, unten eine goldene heraldische Lilie.“ |
| Weiden i.d.OPf.  |        | Verliehen durch Kurfürst Ludwig V. und Pfalzgraf Friedrich II. von Kurpfalz mit Wappenbrief vom 25. Januar 1510: „Geteilt und oben gespalten; vorne in Schwarz ein rot gekrönter, rot bewehrter goldener Löwe, hinten die bayerischen Rauten; unten in Rot auf grünem Dreiberg eine grüne Weide.“ |
| Würzburg         |        | Wappenführung seit dem 12. Jahrhundert, durch Siegelführung seit 1195 belegt: „In Schwarz eine schräg gestellte, eingekerbte, von Rot und Gold gevierte Fahne an silberner Lanzenstange.“ |